# ووکال‌تک
ووکال‌تک (انگلیسی: VocalTec) شرکت مخابرات اسرائیلی آمریکایی است، که در سال ۱۹۸۵ توسط آلون کوهن و لیور هاراماتی تأسیس شد.